# تكتل (شركة)
تكتل (شركة) (تكتل الشركات) (بالإنجليزية: Conglomerate)‏ هو مصطلح في علم الاقتصاد يعبر عن إندماج شركتين أو أكثر لاصلة لنشاط إحداهما بالأخرى.
وهو مصطلح مشابة للشركة القابضة، لكن في التكتل Conglomerate الشركة تتكون من شركات ذوي صناعات مختلفة.

## تعريف
التكتل هو تشكيل شركة (أو تجمع شركات) عبر الاستحواذ على عدة شركات أو مؤسسات كل منها تعمل في مجال نشاط ما، يختلف عموما عن نشاط الأخرى، والتي تندرج في إطار مجموعة واحدة من الشركات وبشكل عام يتألف تكتل الشركات عادة من شركة أم وشركات أخرى تابعة.

## مثال
على سبيل المثال: شركة جنرال الكتريك لديها تكتل للأنشطة في مجالات مختلفة جدا وغير ذات صلة. فهي عبارة عن تكتل ضخم وشركاتها موجودة في العديد من المجالات مثل التمويل، والبناء والأجهزة الالكترونية والكهربائية.

## أسباب إنشاء تكتل الشركات[3]
1. الاستفادة من مرافق إضافية لمصنع قائم.
2. تحسين موقف الشركات التسويقي مع مجموعة أوسع من المنتجات.
3. خفض المخاطر الكامنة في الاعتماد على منتج واحد.
4. قد يكون هناك أيضا مزايا مالية يمكن الحصول عليها من إعادة التنظيم مع شركات أخرى.